# Ельба ЗПГ (термінал/завод)
Ельба ЗПГ (термінал/завод) — інфраструктурний об'єкт для прийому та регазифікації зрідженого природного газу, споруджений в США у штаті Джорджія. В 2010-х роках вирішено доповнити комплекс заводом із виробництва ЗПГ, орієнтованим на експорт.
Термінал, введений в експлуатацію у 1978 році, розташований на острові Ельба у 5 милях вниз по течії від Саванни. Невдовзі зміни на ринку газу змусили законсервувати об'єкт, який знаходився в такому стані з 1980-х по 2001 рік, коли зростання попиту та очікуване падіння імпорту блакитного палива з Канади призвели до відновлення роботи.
У 2000 році, коли термінал готували до повторного введення в експлуатацію, його причал був протаранений судном Sun Sapphire, що слідувало по річці Саванна з вантажем олії. Останнє отримало 12-метрову пробоїну в корпусі, а на причалі виявились серйозно пошкодженими елементи розвантажувального комплексу. Втім, оскільки розконсервований об'єкт ще не мав запасів ЗПГ, вдалось уникнути загрози більш серйозної аварії.
Після кількох етапів модернізації на початку 21 століття регазифікаційний термінал Ельба досяг потужності у 18 млрд.м3 в річному виразі. При цьому сховище, яке первісно складалось з трьох резервуарів загальним об'ємом 190000 м3 було доповнене четвертим (160000 м3) та п'ятим (200000 м3). Також удосконалили зв'язок терміналу з газотранспортною системою. До того він складався з двох трубопроводів діаметром 750 мм та довжиною 13,5 миль до порту Wentworth, а також двох газопроводів меншого діаметру 350 та 500 мм довжиною 200 миль для врізки до системи SONAT (Southern Natural Gas Pipeline). В ході модернізації спорудили новий трубопровід Elba Express, довжиною 190 миль, в діаметрах 900 та 1050 мм. Він запрацював у 2010 році з потужністю 26,7 млн.м3 на добу та планом розширення з 2014 року до 32,9 млн.м3 на добу. Доступ до терміналу здійснюється через глибоководний підхідний канал порту Саванни. При проведенні модернізації наявний причал для прийому ЗПГ танкерів доповнили ще двома.
«Сланцева революція», що призвела у 2000-х роках до стрімкого зростання видобутку газу в США, не тільки сприяла задоволенню внутрішнього попиту, але й дозволила розпочати експорт блакитного палива. Як і у випадку з терміналом Коув Поінт, виникла ідея доповнити об'єкти на острові Ельба потужностями із зрідження. Це дозволить при використанні наявних резервуарів, портового господарства та трубопроводів створити з помірними витратами термінал зданий працювати бідирекціонально. Реалізацією проекту зайнялись Kinder Morgan та Shell. У  2015 році остання продала свою частку в 49 % партнеру, який став одноосібним власником заводу ЗПГ.
Особливістю заводу на острові Ельба стане використання модульної технології. Замість потужних технологічних ліній тут встановлять 10 модулів, здатних в сукупності виробляти 2,5 млн.т ЗПГ на рік (3,5 млрд.м3). Будівельні роботи розпочались у 2016 році, а введення в експлуатацію заводу очікується на початку 2019-го.